# Планові державні геодезичні мережі
Для всіх галузей управління державою і для використання її природних багатств необхідні точні топографічні карти. Топографічна карта — результат загального топографічного знімання території держави методом аерофотознімання для створення топографічних карт масштабів від 1:10000 до 1:100000.
Спеціальні великомасштабні знімання масштабів 1:5000, 1:2000, 1:1000, 1:500 виконують для цілей промислового і міського будівництва, для будівництва гідротехнічних споруд та інших інженерних проєктів.
Для проведення топографічних, картографічних і землевпорядних робіт необхідно мати добре розвинуту державну геодезичну мережу.
Державна геодезична мережа України є головною геодезичною основою топографічних знімань і повинна задовольняти вимоги народного господарства й оборони України при вирішенні інженерно -технічних і наукових задач Літнарович Руслан Миколайович.
Основні методи побудови державної геодезичної мережі та мереж згущення : тріангуляція, полігонометрія, трилатерація, лінійно-кутові мережі, полюсний метод доцента Романчука, метод парних ланок засічок доцента Літнаровича, мережі несуцільних спостережень тріангуляції, лінійно-кутові мережі несуцільних спостережень, метод чотирикутників без діагоналей професора Зубрицького, метод бокових засічок професора Дурнєва (див.статтю Державні геодезичні мережі).
Державна геодезична мережа (англ. national geodetic network; нім. staatliches Vermessungsnetz n) призначена для поширення єдиної системи координат на всій території держави і є основою для створення інших мереж та для наукових завдань. За точністю вимірювань, схемою та послідовністю побудови державні мережі поділяються на 3 класи. Мережа І класу є астрономо-геодезичною. ЇЇ створюють полігонами із рядів трикутників або ходів полігонометрії, орієнтованих приблизно вздовж паралелей та меридіанів, периметр яких приблизно 800 км. У кожній із чотирьох вершин полігону розміщують по 2 пункти Лапласа, в яких визначають астрономічні широти з точністю 0,3", довготи-0,03" та азимути-0,5", а також вимірюють сторони базисні або створюють мережі базисні. Мережі ІІ класу створюють як суцільні всередині полігонів І класу. Мережа ІІІ класу є вставкою в мережі вищого класу. Мережі трилатерації ІІ - ІІІ класів створюють так само як мережі тріангуляції відповідного класу. Довжини сторін у них вимірюють з такою ж точністю, як вихідні сторони в мережі тріангуляції цього ж класу. Мережі ІІІ і IV класів служать для забезпечення топографічного знімання та інженерних робіт.
Державна геодезична мережа будується методами тріангуляції, полігонометрії і їх сполученням, забезпечуючи планові Х і У і поверхневі В і L координати пунктів.
Висотну координату Z (або Н) визначають методами нівелювання: геометричним, тригонометричним, гідростатичним.
Геодезичною мережею називається система точок на поверхні Землі, закріплених спеціальними центрами і знаками, координати яких визначено геодезичними методами.
Метод тріангуляції запропонував у 1617 році голландський вчений Снелліус при вимірюванні дуги меридіана між містами Алькаамаром і Берген-он-Зоомом.
Геодезична мережа складається з трикутників у яких вимірюються всі кути і одна або кілька сторін. Мережу редукують (відносять) на поверхню земного еліпсоїда або на площину. Маючи координати вихідної точки і азимут лінії, обчислюють координати всіх точок мережі. Метод тріангуляції застосовують у відкритій і напіввідкритій місцевості, гірській місцевості (див. статтю Проектування і рекогностування геодезичних мереж.).
В закритій місцевості застосовують метод полігонометрії у вигляді різного роду ходів і полігонів. В полігонометрії вимірюються всі кути і сторони.
До недавнього часу полігонометрія і тріангуляція були основними методами побудови державної геодезичної мережі. Вони були добре вивчені як у теоретичному так і в практичному плані.
В останній час широке застосування находять методи побудови геодезичної мережі — трилатерація і лінійно-кутовий метод.
Схема побудови геодезичної мережі в трилатерації й лінійно-кутовому методі така сама, як і в тріангуляції. У першому методі вимірюються лише сторони трикутників (кутів не виміряють), а в другому виміряють всі кути й всі сторони. В трилатерації виміряють всі довжини сторін радіодалекомірами або світлодалекомірами, що дає більшу точність. Лінійно-кутовий метод — найточніший метод визначення геодезичних координат.
Координати точок земної поверхні можна визначити астрономічними й супутниковими методами. Супутникова система GPS (Global Positioning System) забезпечує високу точність автономного визначення координат пунктів при мінімальному часі спостережень.
Державну мережу I й II класу використовують для створення єдиної системи координат, а також для розв'язання наукових задач — визначення розмірів і фігури Землі, горизонтальних та вертикальних рухів земної кори тощо.
Мережі III й IV класів служать для обґрунтування топографічного знімання дрібних масштабів до 1:10000.
Державна геодезична мережа країни допускає похибку у взаємному положенні суміжних точок не більше як 1:25000.
Геодезичні мережі згущення I і II розряду використовуються для обґрунтування топографічних знімань в масштабах 1:5000-1:500 і для виконання інженерних робіт. Відносна похибка у взаємному положенні пунктів в цих мережах становить 1:10000.
Знімальні мережі є основою для топографічних знімань всіх масштабів і створюються методами різного роду засічок, прокладанням теодолітних, мензульних ходів. Точність планових мереж 1:3000, а висотних 0,2*L½ , де L — довжина ходу в км.(L½-позначено корінь квадратний із L).